# Mafongo/Hobona
Mafongo/Hobona è un villaggio del Botswana situato nel distretto Centrale, sottodistretto di Tutume. Il villaggio, secondo il censimento del 2011, conta 1.151 abitanti.

## Località
Nel territorio del villaggio è presente solo una località:
- Hobona Lands di 43 abitanti